# نیکولو-بریوزوفکا
نیکولو-بریوزوفکا (انگلیسی: Nikolo-Beryozovka) یک شهرک در شهرستان کراسنوکامسکی استان باشقیرستان کشور روسیه است.